# Fatoumata Lamarana Bah
Pour les articles homonymes, voir Bah (patronyme).
Fatoumata Lamarana Bah, née le 22 mai 1985 à Kindia (Guinée), est une activiste et femme politique guinéenne.
Depuis le 22 janvier 2022, elle est conseillère au sein du Conseil national de la transition (CNT) de la république de Guinée en tant que représentante des organisations de défense des droits de l'Homme,.